# Mladina Jugoslovanske radikalne zajednice
Mladina Jugoslovanske radikalne zajednice (tudi: Mladina JRZ; kratica: MJRZ) je bila mladinska organizacija politične stranke Jugoslovanske radikalne zajednice v Kraljevini Jugoslaviji.
Z ustanovitvijo politične stranke JRZ leta 1935 je nastopila potreba, da se podmladek nove stranke v vsej državi organizira v enotni mladinski organizaciji. 24. oktobra 1937 so tako v Beogradu izpeljali ustanovni kongres Mladine JRZ. Za predsednika glavnega odbora MJRZ so izvolili dr. Bojana Pirca iz Ljubljane, uradnika ministrstva za socialno politiko. V MJRZ se je lahko kot redni član vključil vsak jugoslovanski državljan do dopolnjenega petindvajsetega leta starosti. Vsaki dve leti naj bi organizirali državni kongres MJRZ, vendar notranjepolitične razmere v letu 1939 izvedbe kongresa niso več dopuščale. 

## Slovenski del MJRZ
V Dravski banovini je MJRZ novačila svoje člane le znotraj katoliškega tabora. Članstvo MJRZ v Dravski banovini je predvsem varovalo javne shode slovenskega dela JRZ pred razdiralci teh shodov iz vrst opozicije. Maja 1939 je bilo v Dravski banovini organiziranih že okrog 300 krajevnih organizacij MJRZ. 